# Loài động vật nguy hiểm nhất thế giới

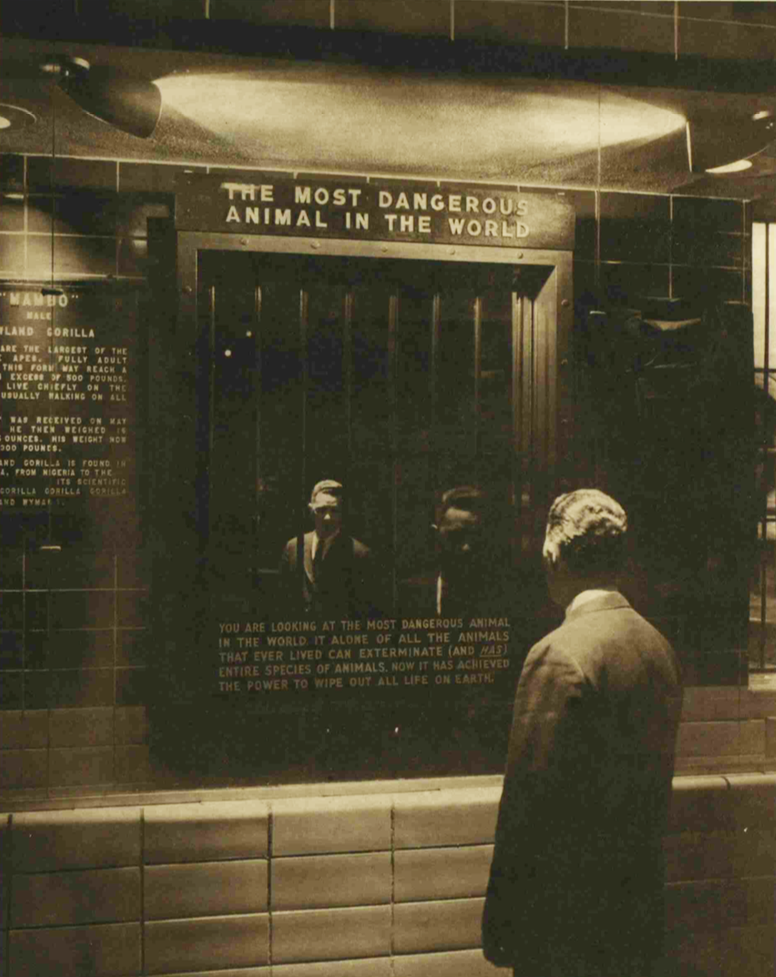
Triển lãm Loài động vật nguy hiểm nhất thế giới tại Sở thú Bronx (1963).

Loài động vật nguy hiểm nhất thế giới là triển lãm tổ chức năm 1963 tại Sở thú Bronx ở thành phố New York, cho thấy một tấm gương và dòng chữ mô tả những hiểm họa mà con người gây ra đối với sự sống trên Trái Đất. Năm 1968, một phiên bản giống cuộc triển lãm đã được đặt tại Sở thú Brookfield ở Chicago.

## Lịch sử
Triển lãm được tổ chức lần đầu tại Sở thú Bronx vào ngày 26 tháng 4 năm 1963. Câu chuyện về cuộc triển lãm đã trở nên nổi tiếng và được nhắc đến trong nhiều tờ báo khác nhau trên khắp nước Mỹ. Triển lãm cũng được đưa tin trên tờ The Illustrated London News, đi kèm với một bức ảnh chụp do Hiệp hội Động vật học New York cung cấp và được trưng bày tại Great Apes House.

## Triển lãm
Dòng chữ "Loài động vật nguy hiểm nhất thế giới" được in màu đỏ trên nóc của một cái lồng. Sau song sắt của lồng đặt một tấm gương. Du khách khi nhìn vào lồng sẽ nhìn thấy hình ảnh phản chiếu từ gương, ngụ ý rằng con người là loài động vật "nguy hiểm nhất". Triển lãm tại Sở thú Bronx được cho là vẫn còn ở đó vào năm 1981.
Năm 1963, người phụ trách các loài động vật có vú tại Sở thú Bronx khi được hỏi về phản ứng của du khách đối với cuộc triển lãm đã nói rằng: “Họ làm theo cách mà chúng tôi muốn. Tác phẩm khiến họ dừng lại và suy nghĩ".
Văn bản gốc bên dưới tác phẩm viết:
Sau đó, văn bản được đổi thành:

## Tiếp nhận
Tờ Corpus Christi Times đã gọi đây là một "cuộc triển lãm đáng kinh ngạc" và viết rằng nó "khiến khách tham quan phải dừng lại". Tờ Illustrated London News thì cho biết những gì mọi người nhìn thấy trong gương chính là "loài động vật nguy hiểm nhất trên thế giới không cần bàn cãi". "Và có một sự thật đáng suy ngẫm trong tuyên bố đơn giản nhưng đầy hiệu quả mà nó đem lại". Cuộc triển lãm cũng được tờ The Morning Call vào năm 1989 cho là một thứ gây ra cảm giác tội lỗi.

## Di sản
Sở thú Brookfield ở Chicago cũng có một triển lãm tương tự được trưng bày vào năm 1968 với nội dung "Sinh vật nguy hiểm nhất trên Trái Đất là con người, kẻ đã tự hủy hoại chính mình và khiến hơn 100 loài động vật phải tuyệt chủng". Một phiên bản cuộc triển lãm đã xuất hiện tại một sở thú được đề cập trong cuốn tiểu thuyết Cuộc đời của Pi của nhà văn Yann Martel xuất bản năm 2001.